# Kloster Champagne
Das Kloster Champagne ist eine ehemalige Zisterzienserabtei in Frankreich.

## Lage
Die ehemalige Abtei liegt in der Gemeinde Rouez im Département Sarthe in der Region Pays de la Loire, rund sechs Kilometer südlich von Sillé-le-Guillaume.

## Geschichte
Das 1188 von Foulques, dem Herrn von Assé-Riboul, gestiftete Kloster war ein Tochterkloster von Savigny und gehörte damit der Filiation der Primarabtei Clairvaux an. Das Kloster dürfte in der französischen Revolution aufgelöst worden sein. Es bildet heute einen landwirtschaftlichen Betrieb mit Beherbergungsmöglichkeit (ferme auberge).

## Bauten und Anlage
Vom Bau aus dem 12. Jahrhundert ist nur noch ein Keller vorhanden. Erhalten sind der im 18. und 19. Jahrhundert umgebaute Westflügel, der frühere Konversenflügel der Abtei, sowie vom Südflügel die Küche. Kirche und Kreuzgang wurden 1805 zerstört. Die Kirche besaß ein fünfjochiges Langhaus mit einem einzigen Seitenschiff im Norden, ein Querhaus mit je zwei Seitenkapellen im Osten und einen rechteckigen zweijochigen Chor.